# Крайнем
Крайнем (нидерл. Kraainem; фр. Crainhem) — муниципалитет во Фландрии, часть провинции Фламандский Брабант, расположен в двуязычном избирательном и судебном районе Брюссель-Халле-Вилворде, в непосредственной близости от г. Брюссель, фактически представляя собой часть его восточной периферии.
Муниципалитет высокоурбанизирован, включает в себя одноимённый город Крайнем. На 1 января 2008 население Крайнема составляло 13.080, из которых 27,2 % составляют иностранные граждане. Общая площадь муниципалитета — 5,8 км², плотность населения — 2 255 чел. на км².

## История
Германское поселение на этом месте появилось около 940 г. Топоним связан со словом Краай-kraai (ворона, ср. англ. «crow»).

## Современность
Официальный язык — нидерландский, но имеются языковые льготы для франкофонов. В 1954 специальные лингвистические права были дарованы местным франкофонам (согласно переписи 1947, они составили более 30 % населения). В 2006 году Союз Франкофонов Фландрии (UF), победил на местных выборах, набрав 76,4 % голосов несмотря на оппозицию фламандского министра Марино Кёлена, не желавшего номинировать демократически избранного франкоязычного мэра. По данным на 2008 г., 49,2 % новорожденных появились в семьях франкофонов, 45,2 % — у иностранцев, и лишь 5 % у фламандцев, доля которых продолжает падать.